# Українська Католицька Церква Святого Миколая
Українська Католицька Церква Святого Миколая, також відома як Греко-католицька церква Святого Миколая, — це українська католицька церква у Ватервлі, штат Нью-Йорк, історична пам'ятка занесена до Національного реєстру історичних місць США.

## Історія
У 1897 році молитовний дім для зборів став Першою Українською Католицькою Церквою в Південній Трої. Однак зростаюча кількість українців в цьому районі  вимагало більшого розміру приходу. У січні 1900 року Греко-католицькою церквою Святого Миколая була подана довідка про реєстрацію і були розпочаті планування нової будівлі храму. Оскільки церква обслуговувала б Ватервлі та Південну Трою для храму було обрано перше місто через його центральне розташування. 
Кампанія, розпочата в 1905 році, зібрала на проєкт понад 4500 доларів. У лютому 1906 року було придбано дві будівлі на 4-й авеню та 24-й вулиці за 1650 доларів, вони були знесені.
Нова церква була спроектована Бернхардтом Ноаком. Вважається, будівництво розпочалося наприкінці 1906 року, в травні 1907 року був закладений наріжний камінь.
Та до кінця 1907 року кошти на будівництво були вичерпані. Завдяки підтримці членів парафії Кохо та Південної Трої будівництво було продовжене.
Проте, через економічні негаразди від паніки 1907 року керівництво було змушене звернутися за допомогою до Томаса Берка, римсько-католицького єпископа Олбані. Церква отримала позику в 20 000 доларів і була включена до складу Олбанської єпархії. Будівництво церкви було завершено на початку 1908 року.
Наприкінці 40-х років було змінено убранство, була оновлена іконографія, оригінальний шиферний дах був замінений на мідний. Подальші роботи з реконструкції проводилися впродовж 1950-х та 60-х років. Вони включали модернізацію підвальних приміщень, перенесення центрального купола та заміну оздоблення та інші роботи.
Церква була номінована на включення до списків Національного реєстру історичних місць за критерієм C, тобто за її місцеве архітектурне значення. В номінації церква описується як «видатна архітектурна заявка» української католицької громади у Ватервлі.
Церква була занесена до Національного реєстру 15 квітня 2004 року.

## Архітектура та інтер'єр
Будівля церкви — велика одноповерхова будівля з підвищеним підвалом. Фасад складений з кольорової цегли. Кладка оброблена вапняком. Відмінна східноєвропейська зовнішність споруди в основному спричинена баштами з цибулеподібними вежами та вікнами з круглими дугами.
Церква розташовується в житловому районі. Оскільки парафіяльний будинок сильно змінився від його первісного стану, вважалося, що він не належить до церковного майна.

## Галерея

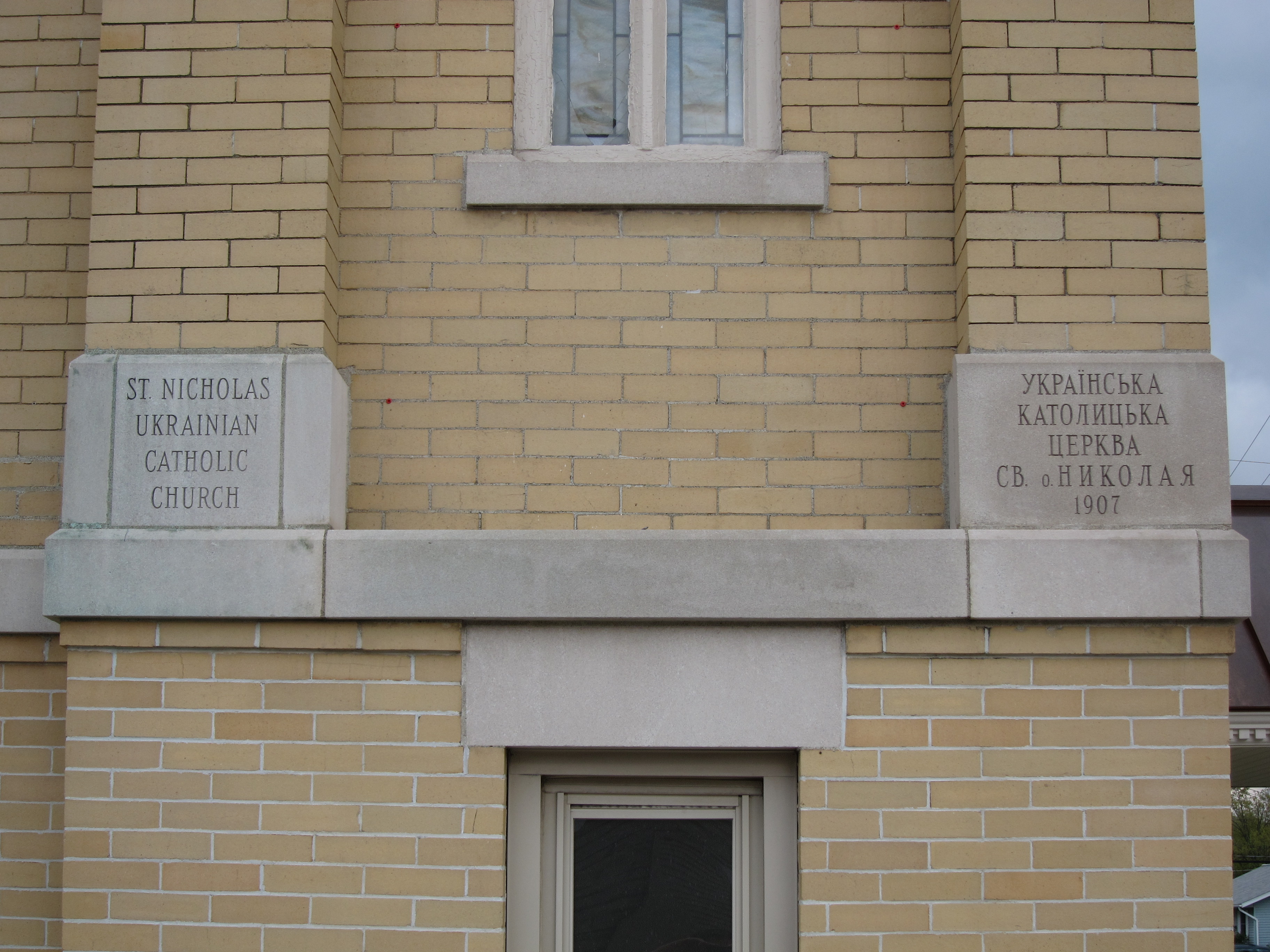
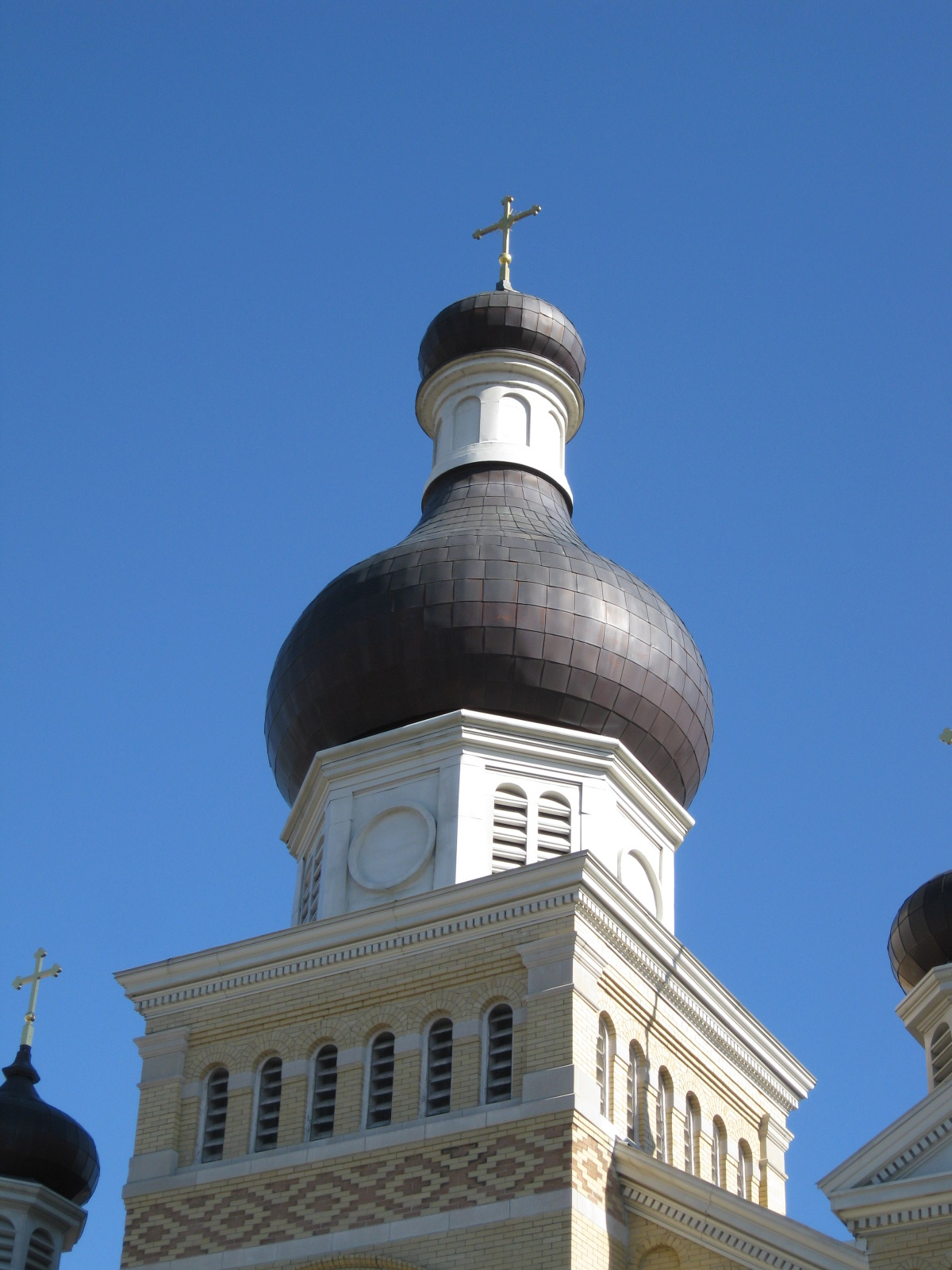
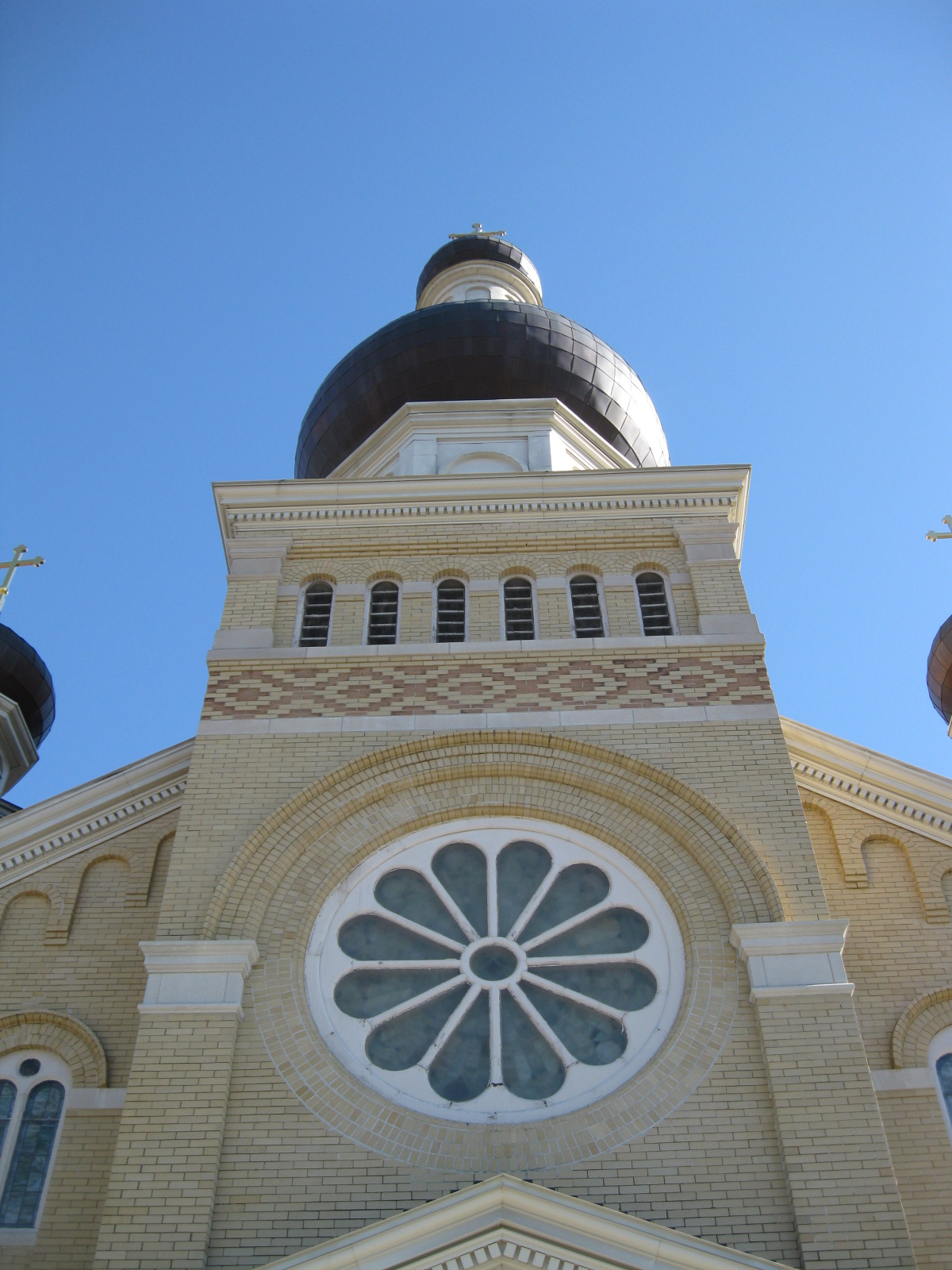
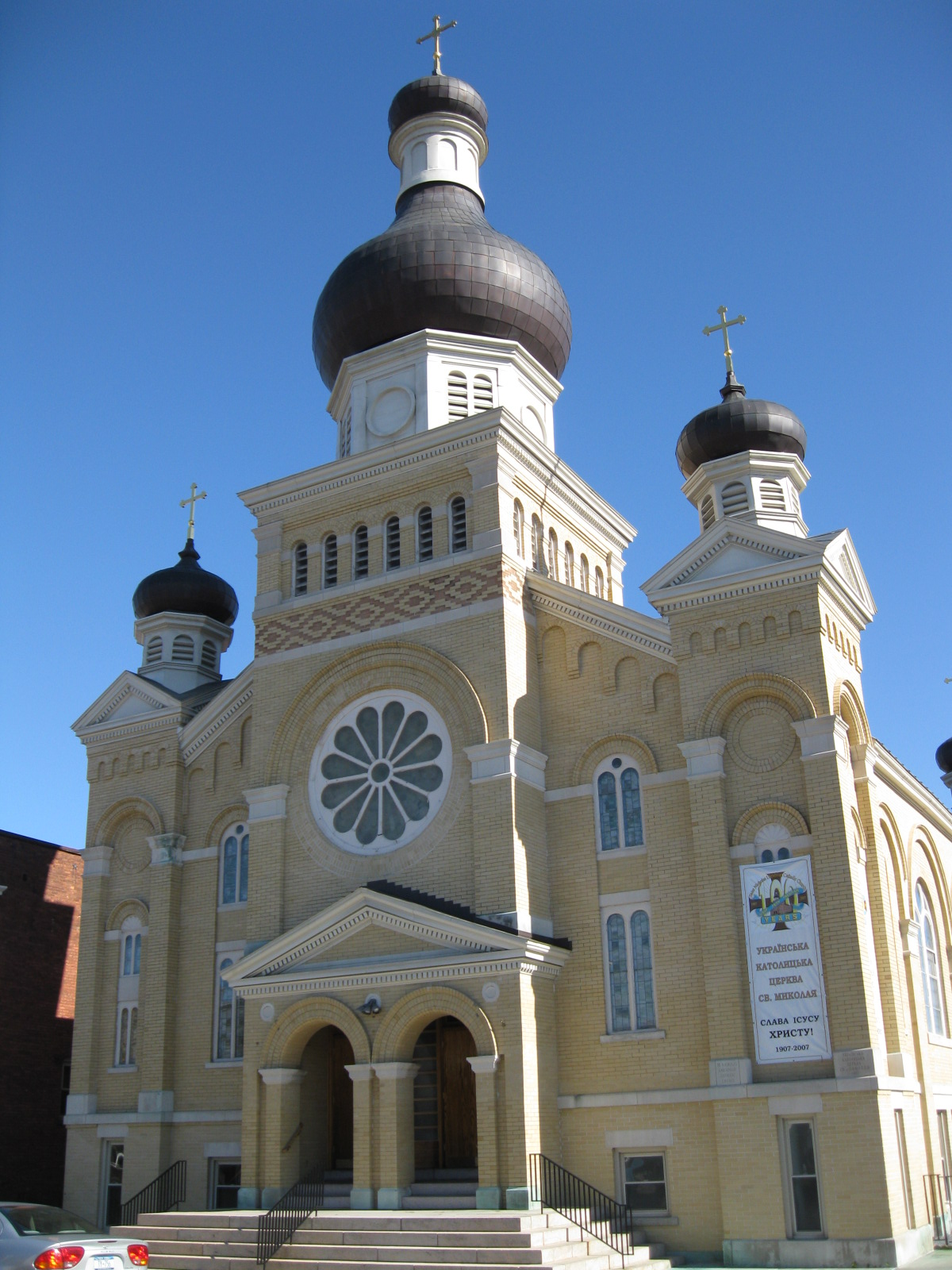

## Нотатки
1. ↑  Церква неправильно вказана як "Греко-католицька церква Святого Миколая" у базі даних Національної інформаційної системи реєстру (НРІС), отже, вона також неправильно вказана на різних вебсайтах, що перегукуються з даними NRIS у загальнодоступному доступі. Його правильна назва, використовуючи "Ukrainian", а не "Ukranian", що стає зрозуміло з номінації.[4]
2. ↑  Ця назва використовувалася протягом XVIII століття, щоб відрізнити її від римської та вірменської католицької церков.[6]